# 巴斯托瓦魯德尼亞
50°44′37″N 27°58′44″E / 50.74361°N 27.97889°E
巴斯托瓦魯德尼亞（烏克蘭語：Бастова Рудня），是烏克蘭北部的村莊，隸屬日托米爾州的茲維亞赫爾區。該村面積0.18平方公里，海拔高度203米，2001年人口287。